# Первая высота
«Первая высота» — футбольный приз, учреждённый газетой «Социалистическая индустрия» в 1983 году. Он вручался команде-победительнице первого круга чемпионата СССР по футболу.

## Обладатели приза
| Сезон | Команда               | Итог |
| ----- | --------------------- | ---- |
| 1983  | «Жальгирис» (Вильнюс) | 5    |
| 1984  | «Спартак» (Москва)    | 2    |
| 1985  | «Динамо» (Киев)       | 1    |
| 1986  | «Динамо» (Киев)       | 1    |
| 1987  | «Спартак» (Москва)    | 1    |
| 1988  | «Динамо» (Киев)       | 2    |
| 1989  | «Спартак» (Москва)    | 1    |
| 1990  | «Динамо» (Киев)       | 1    |
| 1991  | ЦСКА (Москва)         | 1    |